# Universidad (estación del Metro de Ciudad de México)
Universidad es una de las estaciones que forman parte del Metro de la Ciudad de México, es la terminal sur de la Línea 3. Se ubica al sur de la Ciudad de México, en la alcaldía Coyoacán.

## Información general
Toma su nombre por estar ubicada junto a la Ciudad Universitaria de la Universidad Nacional Autónoma de México, y el logotipo muestra el escudo de esa institución educativa.

## Murales
La estación cuenta con el mural La Universidad en el umbral del siglo XXI, del pintor Arturo García Bustos. En este mural se pueden apreciar escenas de los aportes universitarios al país, así como escenas y personajes históricos. El mural mide 55 metros cuadrados y está realizado con acrílico y óleo sobre yute.

## Afluencia
En 2014, el metro Universidad se convirtió en la octava estación más concurrida de la red, al presentar en promedio 308,145 pasajeros en día laborable.
La siguiente tabla muestra la afluencia de la estación en los últimos 10 años:
| Afluencia Anual de Pasajeros | Afluencia Anual de Pasajeros | Afluencia Anual de Pasajeros | Afluencia Anual de Pasajeros | Afluencia Anual de Pasajeros | Afluencia Anual de Pasajeros |
| ---------------------------- | ---------------------------- | ---------------------------- | ---------------------------- | ---------------------------- | ---------------------------- |
| Año                          | Afluencia                    | A Diario                     | Ranking                      | Incremento                   | Ref.                         |
| 2023                         | 17,750,776                   | 48,632                       | 6°/195                       | +8.25%                       | [ 4 ]                        |
| 2022                         | 16,398,629                   | 44,927                       | 8°/195                       | +73.75%                      | [ 4 ]                        |
| 2021                         | 9,438,252                    | 25,858                       | 15°/195                      | -48.78%                      | [ 5 ]                        |
| 2020                         | 12,146,531                   | 33,187                       | 12°/195                      | -54.26%                      | [ 6 ]                        |
| 2019                         | 26,555,624                   | 72,755                       | 8°/195                       | -2.37%                       | [ 7 ]                        |
| 2018                         | 27,199,538                   | 74,519                       | 8°/195                       | +1.77%                       | [ 8 ]                        |
| 2017                         | 26,726,286                   | 73,222                       | 9°/195                       | -1.10%                       | [ 9 ]                        |
| 2016                         | 27,022,576                   | 73,832                       | 9°/195                       | +2.49%                       | [ 10 ]                       |
| 2015                         | 26,367,195                   | 72,238                       | 9°/195                       | +0.62%                       | [ 11 ]                       |
| 2014                         | 26,205,477                   | 71,795                       | 10°/195                      | -2.71%                       | [ 12 ]                       |

## Conectividad

### Salidas
- Oriente: Avenida Antonio Delfín Madrigal, colonia Pedregal de Santo Domingo.
- Poniente: Avenida Antonio Delfín Madrigal, Colonia Pedregal de Santo Domingo.

### Conexiones
Existen conexiones con las estaciones y paradas de diversos sistemas de transporte:
- Algunas rutas de la Red de Transporte de Pasajeros de la Ciudad de México.
- Rutas 1, 2, 3, 4 y 5 del Pumabús
- La estación cuenta con un CETRAM.

## Sitios de interés
- Ciudad Universitaria de la Universidad Nacional Autónoma de México